# Hubert van Eyck
Hubert van Eyck (Maaseik, 1366 circa – Gand, 18 settembre 1426) è stato un pittore fiammingo.

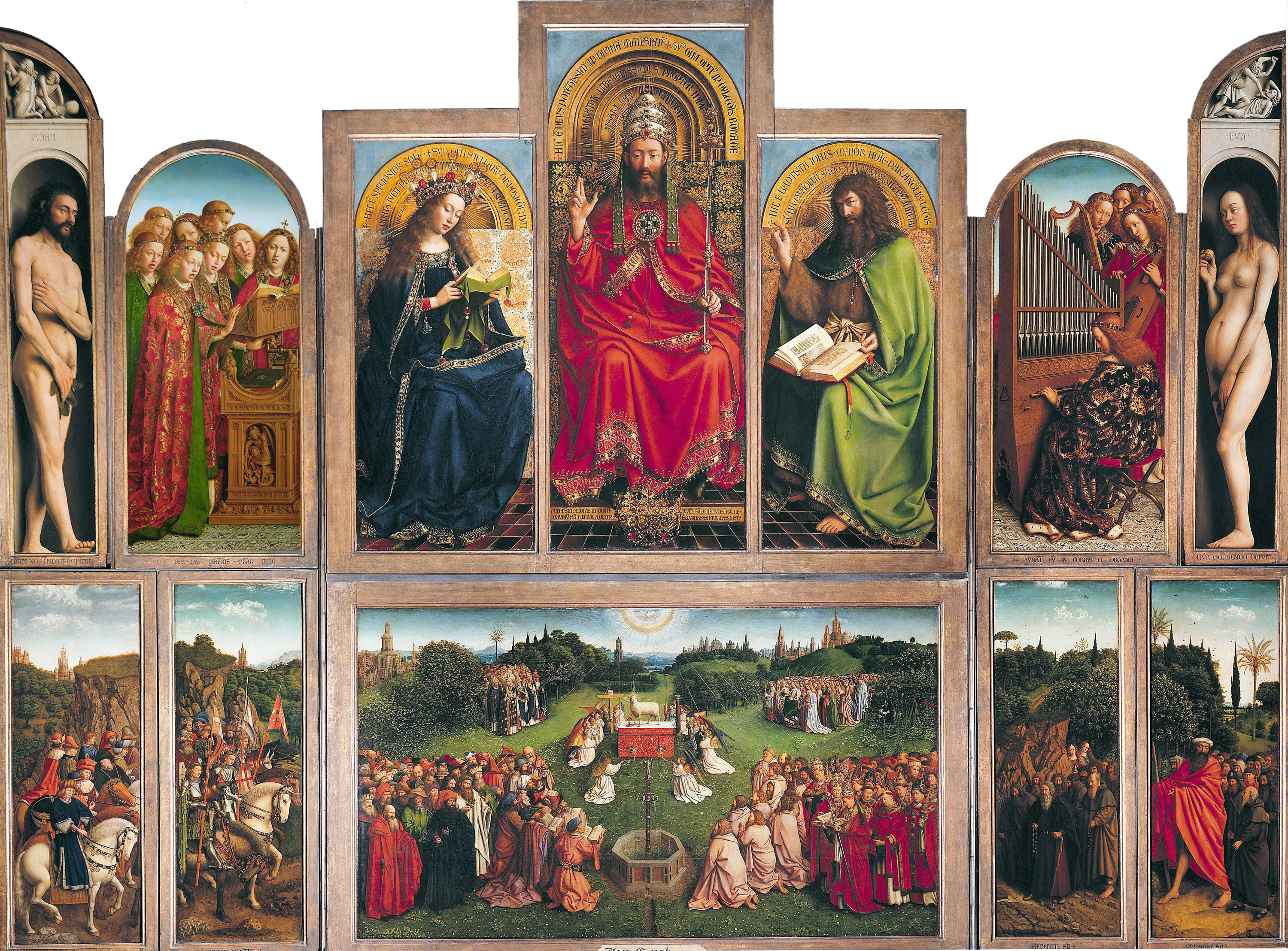
Il polittico con l'Adorazione dell'Agnello Mistico di Gand

Fratello di Jan van Eyck, si tratta di una figura semileggendaria, che sarebbe oggi completamente sconosciuta se non fosse per l'iscrizione elogiativa nella cornice del Polittico dell'Agnello mistico, in cui se ne esalta la bravura, anche in rapporto al fratello, di cui sarebbe stato maestro fino alla sua prematura scomparsa. In questi termini sarebbe da considerare dunque il fondatore della pittura fiamminga, primo tra i "primitivi".

## Le opere
La sua unica opera conosciuta è il polittico dell'Adorazione dell'Agnello Mistico, opera ultimata nel 1432 dal fratello dopo la sua morte, come possiamo dedurre dalla lunga iscrizione dipinta sulla parte inferiore della cornice esterna dell'opera che informa che «il pittore Hubert van Eyck, di cui non si è mai trovato maggiore, iniziò questo lavoro, e il fratello Jan, secondo nell'arte, lo portò a compimento, su incarico di Josse Vijd, che il sei maggio [1432] lo affidò alle vostre cure.»
A Hubert vengono attribuite le parti dall'impostazione più arcaica, come i pannelli centrali dell'Adorazione dell'Agnello mistico, del Dio Padre, della Vergine e di San Giovanni evangelista. In realtà la sua figura resta avvolta nel mistero ed alcuni sono arrivati anche a dubitarne l'esistenza: non si conoscono infatti altre sue opere, per questo la definizione del suo stile o di un corpus attributivo è estremamente problematica e basata solo su supposizioni. 
Il critico d'arte americano Eric Larsen, ha scritto Michel Hérubel, accetta la tesi dell'esistenza di Hubert van Eyck: «Il fatto che siano poche le opere che gli si possono attribuire con certezza non è una ragione sufficiente per sottrargli ingiustamente un gruppo di dipinti che forma un insieme omogeneo per relegarlo ipso facto nel regno della fantasia».
Riguardo agli specialisti che mettono in dubbio, per quando riguarda la pala di Gand, l'esistenza di un autore anteriore, Hubert, così ha scritto Michel Butor: «Se la scoperta di un documento potesse garantirci che è a Jan che l'opera è stata ordinata fin dall'inizio, e dunque che Hubert non fosse che un mito, questo non farebbe che moltiplicare le domande; l'introduzione di un dubbio, in realtà,  viene soprattutto dalla difficoltà che, lavorando su modelli romantici di interpretazione - la pittura come espressione di un individuo, del suo temperamento - numerosi storici dell'arte hanno ad ammettere la transizione da un autore a un altro, purtuttavia così spesso sottolineata: Tiziano che porta a termine il Festino degli dei di Giovanni Bellini, Palma il Giovane che compie la Pietà  di Tiziano». Lo stesso Butor prosegue scrivendo, a mo' di esempio, che nell'arte moderna e contemporanea sarebbe inimmaginabile «che un artista anche illustre manifesti l'intenzione di aggiungere  qualche tocco agli ultimi Cézanne».